# Marquess
Marquess is een Duitse popband uit Hannover. De band werd 2006 door vier muzikanten opgericht en ze hebben sindsdien twee albums in Duitsland uitgebracht, voornamelijk bestaand uit Spaanse liedjes.

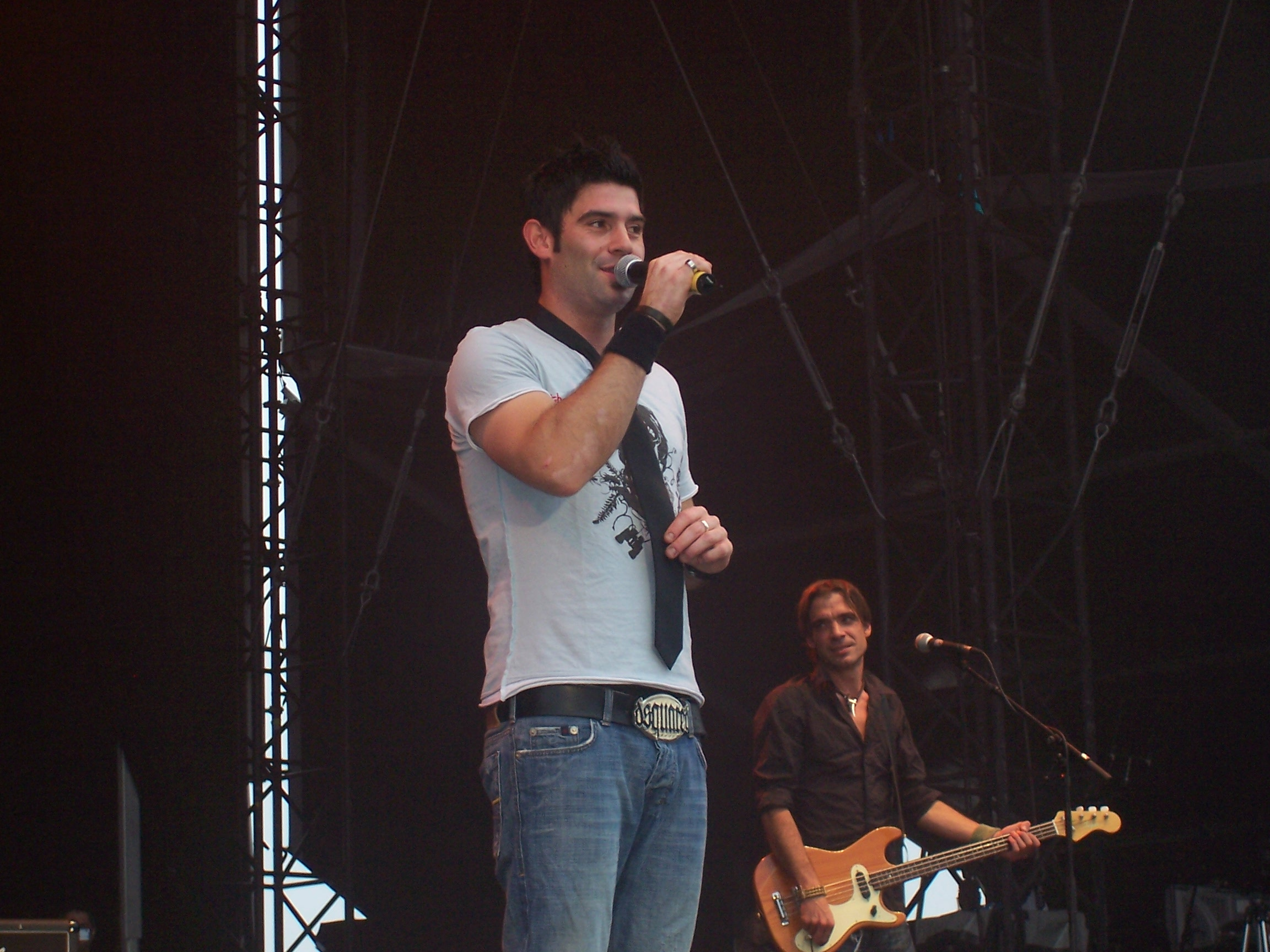
Sascha Pierro & Marco Heggen (achterond)

## De band
De zanger Sascha Pierro (* 8 april 1972) is half Italiaans en woont in Hannover. Hij werkte voor het project Marquess als schrijver voor filmmuziek en nam ook eens met Wenn Grenzen Fallen bij de Duitse preselecties voor het Eurovisiesongfestival in 2003, maar behaalde daar slechts een tiende plaats.
Marco Heggen speelt keyboard en bas. Hij is producent van o.a. Marla Glen (een Amerikaans-Duitse zangeres voor reclame-spots) en werkt nog altijd aan reclamemuziek.
Christian Fleps speelt keyboard en is producent van o.a. de Duitse artiesten Joana Zimmer en Patrick Nuo en schrijft liedjes voor Mariha, een Duitse zangeres, die daar in 2006 een grote radiohit scoorde met It Hurts. Zij staat ook op het tweede album van Marquess. Ze zingt er een duet in het nummer Todo Bien, Mariha.
Gitarist Dominik Decker werkt sinds 1999 als studio- en liveartiest voor nationale en internationale opnames, onder andere in de band van Mariha.

## Geschiedenis
Eind augustus 2006 werd de eerste single El Temperamento van Marquess in Duitsland uitgebracht. El Temperamento maakte indruk op de Duitse muziekmarkt en behaalde plaats 10 in de hitlijst, ook omdat deze Spaanse zomerhit iets te laat in de winkels lag. Hun eerste album Marquess werd kort na de single uitgebracht en bevatte onder anderen ook Engelse en Italiaanse liedjes.
Daarna werd een tweede single verwacht, maar de band besloot al te beginnen aan de opnamen voor een tweede album, omdat het eerste album slechts een 34ste plaats in de hitlijst haalde.
Eind mei 2007 verscheen hun tweede single Vayamos Compañeros in Duitsland. Ook dit nummer scoorde goed in Duitsland. In Oostenrijk en Zwitserland wist Marquess de top 10 te bereiken.
Behalve in Duitsland werd de single in Polen, Finland, Luxemburg en Tsjechië uitgebracht. In alle vier de landen scoorde Vayamos Compañeros (Spaans voor: "Laat ons gaan, vrienden!") in de top 10 en bereikte in Polen nummer een in een van de radiohitlijsten.
Dit enorme succes bracht ook hun tweede album Frenetica (Spaans voor "frenetisch") op plaats 2 in de Duitse hitparade. De bandleden kregen meerdere aanbiedingen uit het buitenland. Zo kwam het, dat Marquess in augustus bij de Vlaamse TV-Show Tien Om Te Zien optraden. Nu wordt de single Vayamos Compañeros ook in België uitgebracht en er staan gesprekken met Engelse en Franse plaatmaatschappijen op het programma.
In 2008 is het derde album !YA! in Duitsland op de markt gekomen.

## Discografie

### Albums
| Jaar | Naam      | Peak-Posities | Peak-Posities | Peak-Posities | Peak-Posities |
| Jaar | Naam      | BE            | DE            | AT            | CH            |
| ---- | --------- | ------------- | ------------- | ------------- | ------------- |
| 2006 | Marquess  | —             | 34            | —             | 65            |
| 2007 | Frenetica | —             | 2             | 27            | 4             |

### Singles
| Jaar | Naam                        | Peak-Posities | Peak-Posities | Peak-Posities | Peak-Posities | Peak-Posities | Peak-Posities | Peak-Posities | Peak-Posities |
| Jaar | Naam                        | BE            | DE            | AT            | CH            | LUX           | FIN           | POL           | SW            |
| ---- | --------------------------- | ------------- | ------------- | ------------- | ------------- | ------------- | ------------- | ------------- | ------------- |
| 2006 | El TemperamentoMarquess     | —             | 10            | 53            | 16            | —             | 10            | —             | —             |
| 2007 | Vayamos CompañerosFrenetica | 60            | 2             | 5             | 1             | 1             | 4             | 5             | 10            |
| 2007 | You And Not TokioFrenetica  | —             | 66            | —             | 98            | —             | —             | 69            | —             |
| 2007 | No ImportaFrenetica         | —             | TBR           | TBR           | TBR           | —             | —             | —             | —             |
| 2008 | La Histeria                 | —             | 15            | 74            | 41            | —             | —             | —             | —             |